# Berezówka (rejon dokszycki)
Berezówka (biał. Бярозаўка; ros. Берёзовка) – wieś na Białorusi, w obwodzie witebskim, w rejonie dokszyckim, w sielsowiecie Krypule.

## Historia
W czasach zaborów ówczesny majątek leżał w gminie Pariafianów, w powiecie wilejskim w guberni wileńskiej Imperium Rosyjskiego. Siedziba rodu Świętorzeckich.
W dwudziestoleciu międzywojennym folwark a następnie kolonia leżała w Polsce, w województwie wileńskim, w powiecie duniłowickim, od 1926 w powiecie dziśnieńskim, w gminie Parafianów.
Według Powszechnego Spisu Ludności z 1921 roku zamieszkiwało tu 157 osób, 67 było wyznania rzymskokatolickiego a 90 prawosławnego. Jednocześnie 52 mieszkańców zadeklarowało polską a 105 białoruską przynależność narodową. Było tu 13 budynków mieszkalnych. W 1931 w 44 domach zamieszkiwało 277 osób.
Wierni należeli do parafii rzymskokatolickiej w Parafianowie i prawosławnej w Dokszycach. Miejscowość podlegała pod Sąd Grodzki w Dokszycach i Okręgowy w Wilnie; właściwy urząd pocztowy mieścił się w Parafianowie.

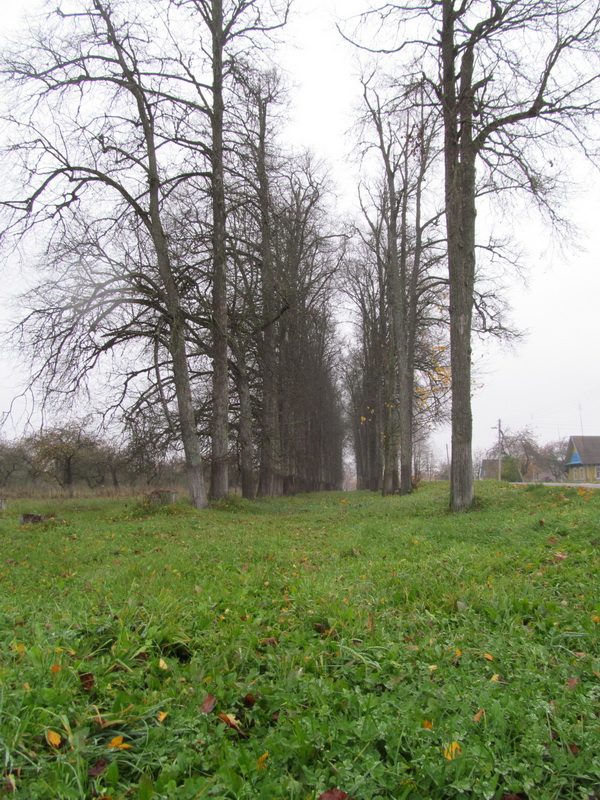
aleja
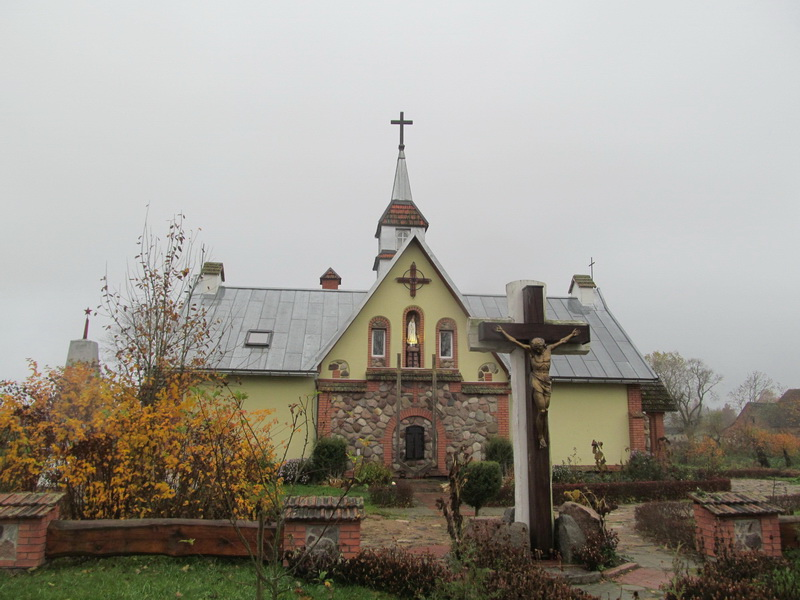
kościół
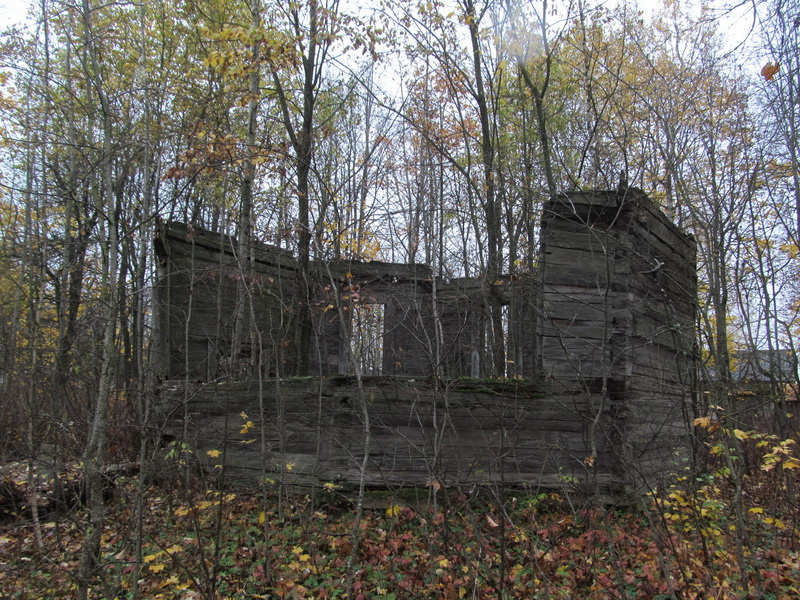
drewniana kaplica
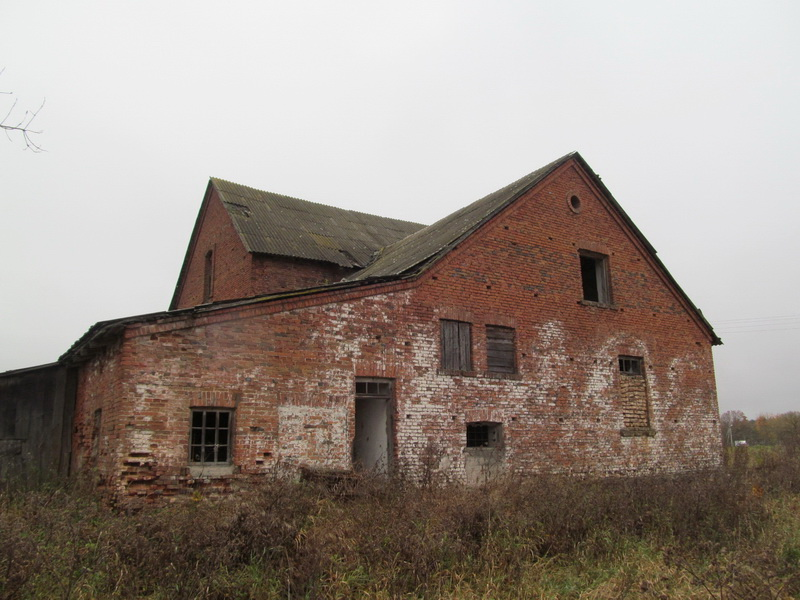
browar